# 月刊自家用車
月刊自家用車（げっかんじかようしゃ）は、内外出版社が発行している、日本の月刊自動車雑誌である。

## 概要
創刊は1956年。日本車を中心とした、新車の購入を推進するバイヤーズガイドでもある。毎月26日発売で定価は880円（税抜）。「新車購入マル得マガジン」と謳っている。